# Lucy Grizzli Sophie
Pour plus de détails, voir Fiche technique et Distribution.
Lucy Grizzli Sophie est un film québécois réalisé par Anne Émond sorti en 2024 et mettant en vedette Catherine-Anne Toupin et Guillaume Cyr.
Le scénario est de Catherine-Anne Toupin, une adaptation de sa pièce de théâtre La Meute. 

## Synopsis
Ayant roulé toute la nuit, Sophie arrive fatiguée au gîte de Louise. Accueillie par le neveu Martin, elle développera avec lui une troublante complicité,,.

## Fiche technique
Source : IMDb et Films du Québec
- Titre original : Lucy Grizzli Sophie
- Réalisation : Anne Émond
- Scénario : Catherine-Anne Toupin d'après sa pièce de théâtre La Meute
- Musique : Martin Léon
- Direction artistique : David Pelletier
- Costumes : Noémi Poulin (en)
- Maquillage : Djina Caron (en)
- Coiffure : Lyne Lapiana
- Photographie : Olivier Gossot
- Son : Yann Cleary, Christian Rivest, Sylvain Brassard
- Montage : Richard Comeau
- Production : Félize Frappier, Louis-Philippe Drolet, Louis Morissette
- Société de production : Azimut Films, KO24
- Sociétés de distribution : Sphère Films
- Budget : 5,2 millions $ CA
- Pays de production :  Canada
- Tournage : 29 jours en juillet et août 2022, dans les Cantons-de-l'Est, en Outaouais, dans les Laurentides et dans la région de Montréal
- Langue originale : français
- Format : couleur
- Genre : Thriller psychologique
- Durée : 89 minutes
- Dates de sortie :
  - Canada : 21 février 2024 (première au théâtre Outremont en ouverture de la 42e édition des Rendez-vous Québec Cinéma)
  - Canada : 23 février 2024 (sortie en salle au Québec)
- Classification :
  - Québec : 13 ans et plus[7]

## Distribution
- Catherine-Anne Toupin : Sophie / Geneviève Lambert
- Guillaume Cyr : Martin
- Lise Roy : Louise, la tante de Martin
- Marjorie Armstrong : Chantal
- Josée Laviolette : Micheline
- David Bélizaire : Nico
- Max Laferrière : Dave
- Stéphane Krau : Luc
- Jérémie Earp : James
- Louka Amadeo Bélanger-Leos : William
- Noé Poblette : ami de William
- Ariel Ifergan : enquêteur